# Entrepôts Anthony
Les entrepôts Anthony est un entrepôt situé à Arc-lès-Gray, en France.

## Localisation
L'entrepôt est situé sur la commune d'Arc-lès-Gray, dans le département français de la Haute-Saône.

## Historique
L'édifice est inscrit au titre des monuments historiques en 2007.